# Elmisaurinae
Az Elmisaurinae (nevének jelentése 'lábgyík', a mongol ölmyi szóból) a madárszerű maniraptora theropoda dinoszauruszok egyik alcsaládja az Oviraptorosauria, illetve az Oviraptoridae kládon belül. Bár az elmisaurinák jóval fejlettebbek a korábbi oviraptorosaurusoknál, például a Caudipteryxnél, oviraptorina rokonaikhoz viszonyítva meglehetősen kezdetlegesek, ami azonban nem jelenti a változatosság csoporton belüli csökkenését. Míg az oviraptorinák nagyon megrövidült pofával rendelkeztek, addig az elmisaurinák állcsontjai hosszúak és alacsonyak voltak, fogazatuk meghosszabbodott, porcos összekapcsolódásaik pedig kiterjedtek. Az elmisaurinák állcsontja a csoport történetileg legegyedibbnek számító jellemzője, a felszíne és a belső felépítése eltér más dinoszauruszokétól, az oviraptorinákat is beleértve. Az elmisaurinák legismertebb része a koponyájuk anatómiája, a legkorábbi formáik azonban csak koponya alatti csontvázuk révén váltak ismertté, amely olyan egyedi tulajdonságokkal rendelkezett, mint az összeforrt boka (ami a hasonló és feltehetően rokon Avimimus portentosusnál is látható), a rendkívül rövid, feltehetően (összeforrt csigolyák alkotta) pygostylével ellátott farok, ami a Nomingia gobiensisnél is megtalálható, és a karcsú, hosszú lábú, feltehetően a kisebb futómadarakéra, például az emuéra emlékeztető megjelenést kölcsönző kivételesen keskeny és hosszú lábak.

## Osztályozás
Az Elmisaurinae klád és testvércsoportja az Oviraptorinae együtt alkotja az Oviraptoridae családot. A csoport osztályozásának története zavaros. A hagyományos szemléletnek megfelelően a tagjai jóval kezdetlegesebbek, mint az oviraptorinák, és emiatt egy másik családba, a Caenagnathidae-be kerültek. Ez a név azonban a jelenleg jóval kezdetlegesebbnek tartott Caenagnathus collinsi nevű fajhoz kapcsolódik, míg a látszólagos csoport többi része a későbbi elemzések szerint a tradicionális oviraptoridák közé tartozik.
Bár az 1990-es évektől kezdve csak 2–6 fajt tekintenek általánosan az Elmisaurinae tagjának, a számuk valójában jóval nagyobb lehet, és az új felfedezések, valamint a régi fajokkal kapcsolatos új elméletek által a számuk elérheti a tízet. E történelmi eltérés nagyrészt az elsőként leírt elmisaurina, a Chirostenotes pergracilis köré összpontosul. A legtöbb elmisaurina maradvány rossz állapota, és az ebből következő téves azonosítások miatt a Chirostenotes különféle csontjait és példányait a történelem során több különböző fajhoz kapcsolták. Például az egyik faj, a Macrophalangia canadensis lába ugyanabból a térségből vált ismertté, amelyből a Chirostenotes pergracilis is előkerült, de egy két mellső és egy hátsó lábból álló új példány felfedezése lehetőséget nyújtott a kombinálásukra arra az időre, amíg fel nem fedeztek egy részleges koponyát, mellső és hátsó lábakkal együtt.

### Fajok
Napjainkban az Elmisaurinae rendszerint három nem hat faját tartalmazza. Egyes őslénykutatók azonban az Elmisaurus eleganst a Chirostenotes sternbergi fiatalabb szinonimájának tekintik, mivel mindkettő ugyanarról az Elmisaurus rarus lelőhelyétől távoli észak-amerikai területről származik. A Caenagnathasia martinsonit eredetileg a Caenagnathidae családba sorolták be, de mivel valószínűleg jóval kezdetlegesebb, az Oviraptoridae családon kívülre, a Caenagnathoidea öregcsaládba helyezték át. Emellett Teresa Maryańska, Halszka Osmólska és Mieczysław Wołsan a pygostylével (összeforrt farokcsigolyákkal) rendelkező oviraptorosaurust, a Nomingia gobiensist az Oviraptoridae család tagjának tartják, míg Nicholas R. Longrich és kollégái (2010-ben) az óriás Gigantoraptort sorolták ide.
Az Elmisaurinae az alábbi fajokat tartalmazza:
- Avimimus portentosus – egy rejtélyes, a mongóliai Nemegt-formációban felfedezett faj, melyet gyakran egy jóval kezdetlegesebb oviraptorosaurusnak tekintenek.[9]
- Avimimus sp. – egy névtelen második faj, amely az Iren Debasu-formációból, Mongólából származik.[9]
- Avimimus? sp. – egy lehetséges harmadik faj, amely a Dinosaur Park-formációból és a Scollard-formációból, Albertából vált ismertté.[9]
- Chirostenotes pergracilis – először két kézfej és egy részleges alkar alapján írták le, de később több további elnevezett fajhoz tartozó példányt is hozzá kapcsoltak, köztük a Macrophalangia canadensis néven ismert lábat,[3] ami a fosszilis leletanyag részévé vált.[5]
- Chirostenotes elegans – egy kisebb, még karcsúbb kanadai faj, melyet eredetileg az Ornithomimus fajaként írtak le.[10] Valószínűleg a Chirostenotes sternberg idősebb szinonimája.[11] Egyesek inkább az Elmisaurus fajának tekintik, mivel mindkettő kisebb és karcsúbb a Chirostenotes pergracilisnál. Az is lehetséges, hogy ez a faj a nagyobb C. pergracilis más ivarú példánya.[12]
- Chirostenotes sp. – egy lehetséges új faj, melyet egy Montanában talált állkapocs alapján azonosítottak, de nem neveztek el.[6]
- Elmisaurus rarus – az egyetlen ázsiai caenagnathida (a Caenagnathasia martinsonit leszámítva), amely csak a lábfej egyes részei alapján ismert.[13]
- A „Triebold caenagnathida” – egy feltételezett új faj vagy nem, melynek két, a dél-dakotai Triebold Paleontology által felfedezett kitűnő állapotú példánya a Pittsburghi Carnegie Múzeum (Carnegie Museums of Pittsburgh) gyűjteményébe került. Nyilvánvalóan óriási méretű faj, jó állapotban megőrződött koponyával és egy oviraptoridaszerű fejdíszre utaló bizonyítékkal, a leírását azonban még nem adták közre.
- Hagryphus giganteus – a legújabb felfedezés, egy meglehetősen nagy, mégis ritkán említett faj, amely Utah államból egy késő kréta kori rétegből származik (és nagyjából egyidős a Chirostenotes pergacilisszal).[14]

## Fordítás
- Ez a szócikk részben vagy egészben az Elmisaurinae című angol Wikipédia-szócikk ezen változatának fordításán alapul.  Az eredeti cikk szerkesztőit annak laptörténete sorolja fel. Ez a jelzés csupán a megfogalmazás eredetét és a szerzői jogokat jelzi, nem szolgál a cikkben szereplő információk forrásmegjelöléseként.

Caenagnathidae